# L'Encobert
L'Encobert (« Le caché, le recouvert » en catalan), mort à Burjassot en 1522, est un participant à la rébellion des Germanías du royaume de Valence (1519-1522).
Se prétendant fils caché des rois catholiques, il se fait proclamer roi par les agermanats de Xàtiva et tente de relancer le mouvement des Germanías qui s'essouffle.
En 1522, il est battu à Valence par l'armée du vice-roi Diego Hurtado de Mendoza et prend la fuite. Il est assassiné le 18 mai de cette même année par deux de ses seconds alléchés par la prime offerte pour son élimination.

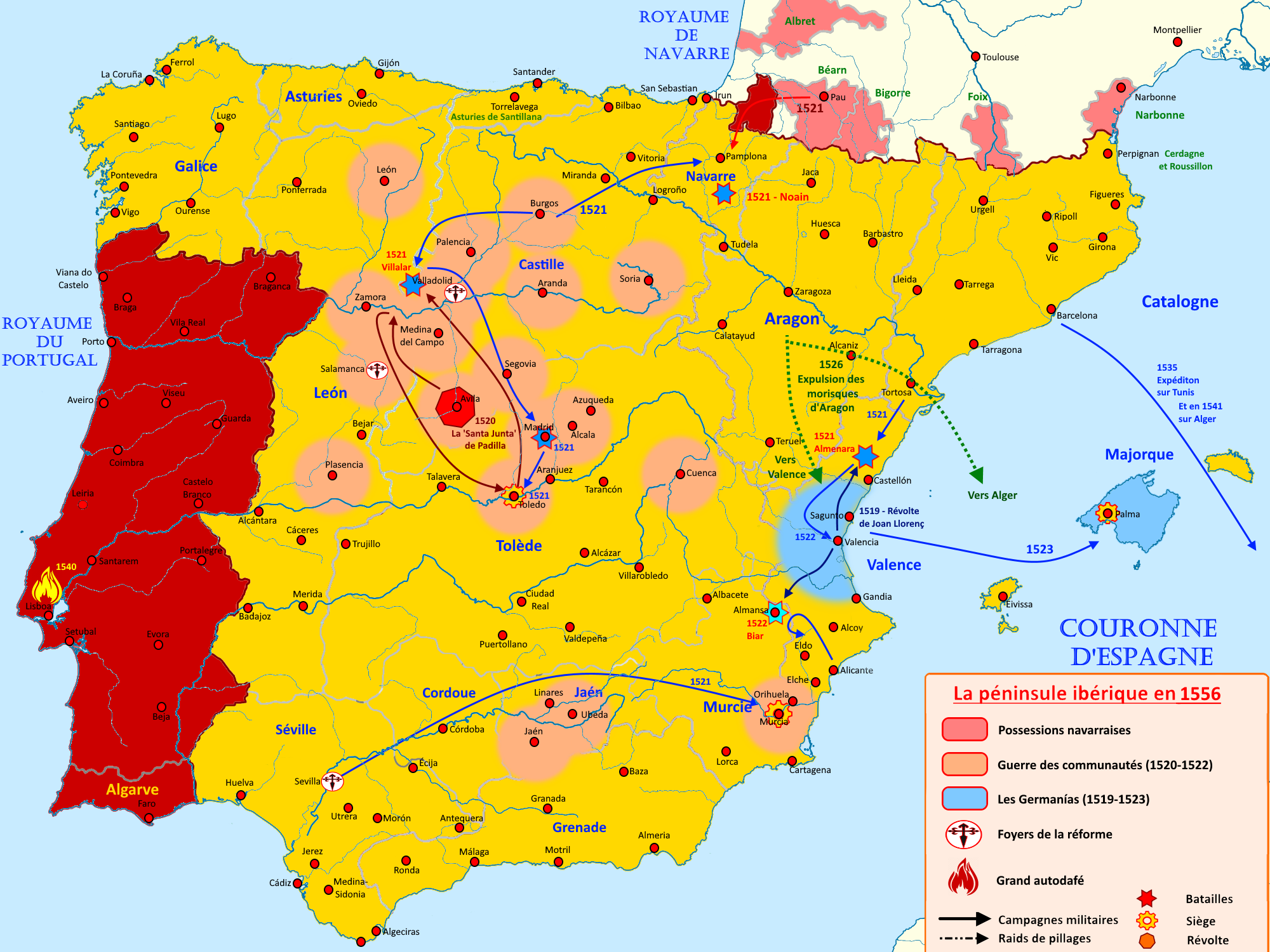
La révolte des Germanias (1519-1522)